# Sajid Mir
Sajid Mir, né le 2 octobre 1938 à Sialkot (province du Penjab, Inde britannique) et mort le 3 mai 2025 dans la même ville, est un homme politique pakistanais, parmi les responsables présumés du mouvement islamiste radical pakistanais Lashkar-e-Toiba (LET).

## Biographie
Soupçonné d'avoir projeté des attentats en Australie avec Lashkar-e-Toiba (LET), Sajid Mir est l'objet d'un mandat d'arrêt français.

### Procédure judiciaire
(mars 2012).
Le 20 octobre 2006, le juge français Jean-Louis Bruguière a signé l'ordonnance de renvoi devant le tribunal correctionnel de Paris de Sajid Mir et de Willie Brigitte. Ils sont jugés du 7 au 9 février 2007 devant la 14e chambre pour « association de malfaiteurs en relation avec une entreprise terroriste », une qualification passible de dix ans de prison.